# HMS Abdiel (M39)
«Абдель» (M39) (англ. HMS Abdiel (M39) — військовий корабель, головний швидкохідний мінний загороджувач, у серії «Абдель» Королівського військово-морського флоту Великої Британії за часів Другої світової війни.

## Історія створення
«Абдель» був закладений 29 березня 1939 на верфі компанії J. Samuel White, Коуз. 15 квітня 1941 увійшов до складу Королівських ВМС Великої Британії.